# Sub-Taino
sub-Taino (Subtaino, Sub-Taino).- Prehispanski stari indijanski narod iz grupe Taíno Indijanaca, koji je obitavao na Jamajki i Kubi. Irving Rouse označava ih kao Zapadne Taíne koji su obitavali na području Jamajke, Kube (osim najzapadnijeg dijela) i na Bahamskom arhipelagu. Norman McQuown u svojoj klasifikaciji razlikuje jezik sub-Taino of Cuba i sub-Taino of Jamaica, i zajedno ih s Taíno, Lucayo i Ciguayo klasificira u northern arawakan jezike. 
Kultura ovih Indijanaca bila je tipična ostalim Taíno grupama.

## Vanjske poveznice
- Montane Antropological Museum  Arhivirana inačica izvorne stranice od 27. rujna 2007. (Wayback Machine)